# 린지 쇼
린지 쇼(Lindsey Shaw, 1989년 5월 10일 ~ )는 미국의 배우이다.

## 출연 작품
- 템프스 (2016)
- 옐로우 데이 (2015)
- 러브 미 (2012)
- 스매쉬 (2012)
- 노 원 리브스 (2012)
- 틴 스피릿 (2011)
- 하울링: 리본 (2011)
- 프리티 리틀 라이어스 1 (2010)
- 에일리언즈 인 아메리카 (2007)
- 네드의 학교에서 살아남기 시즌3 (2006)
- 네드의 학교에서 살아남기 시즌2 (2005)
- 네드의 학교에서 살아남기 시즌1 (2004)